# Algacir Munhak
Algacir Munhak, C.S. (Cascavel, 19 de abril de 1966) é um sacerdote católico brasileiro, nomeado bispo diocesano de São Miguel Paulista.

## Biografia
Padre Algacir Munhak nasceu em São João D'Oeste, distrito do município paranaense de Cascavel, no dia 19 de abril de 1966. É o quinto filho dos descendentes de poloneses Albino Munhak (in memorian) e Joana Kroprochinski Munhak, tendo como irmãos Alésio, Otilindes, Marli, Geneci e Marislei. Em dezembro de 1979, fez o estágio vocacional em São Miguel do Iguaçu (PR) para, depois, ingressar no Seminário São Rafael, em Casca (RS), no dia 3 de março de 1980, na Congregação dos Missionários de São Carlos, Scalabrinianos.
Cursou o Ensino Médio no Seminário São Carlos de Guaporé (RS). O noviciado foi em Sarandi (RS), nos anos de 1985 e 1986. A formação contou ainda com um período de estágio pastoral e magistério, até o ano de 1988. Nos anos seguintes (1989-1991), fez o curso de Filosofia, em Passo Fundo (RS). Mais tarde, obteve a Licenciatura em Filosofia junto à Universidade de Passo Fundo (UPF). Em 1992, foi enviado para o Instituto Teológico Scalabriniano de Roma, onde obteve o Bacharelado em Teologia junto à Pontifícia Universidade São Tomás de Aquino (1992-1995) e o Mestrado em Teologia Bíblica junto à Pontifícia Universidade Gregoriana (1996-1998).
Os Votos Perpétuos na Congregação dos Scalabrinianos foram professados no dia 4 de novembro de 1995. A ordenação diaconal foi no dia 8 de dezembro do mesmo ano, em Roma. No dia 17 de agosto de 1996, recebeu a ordenação sacerdotal na paróquia São Cristóvão, de Cascavel, por imposição das mãos de dom Jacyr Francisco Braido, à época, bispo coadjutor de Santos (SP).
Como padre, desempenhou seu ministério sacerdotal na função de Capelão da Comunidade Brasileira de Roma, de 1996 até 1998. Destinado ao Brasil, foi diretor espiritual nos Seminários Menores de Sarandi (1988) e de Passo Fundo (1999). Foi reitor do Propedêutico São Rafael, em Porto Alegre (2000-2001). Neste período, foi eleito Conselheiro da Província São Pedro e, em 2001, delegado ao Capítulo Geral da Congregação. De 2001 a 2004, foi reitor do Seminário de Filosofia de Passo Fundo, e entre os anos de 2005 e 2006, reitor do Seminário Nossa Senhora de Caacupé, em Ciudad del Este, Paraguai.
Também fora do Brasil, atuou como vice-preisdente do Instituto Católico Chileno de Migração, organismo da Conferência Episcopal do Chile para as Migrações (2006-2010). No mesmo período, participou como membro do Setor da Pastoral da Mobilidade Humana do Celam, em Bogotá, e ajudava pastoralmente como Vigário da Paróquia Nossa Senhora de Pompéia, de Santiago.
Em 2010, foi eleito Superior Provincial da Província São José, com Sede em Buenos Aires, Argentina, onde atuou até 2013. Com a unificação das Províncias Scalabrinianas com Sede na América do Sul, formando uma Região, foi eleito conselheiro (2013-2016) e ecônomo regional (2016-2019). Em 2019, foi eleito Superior Provincial da Região Nossa Senhora Mãe dos Migrantes (Argentina, Bolívia, Brasil, Chile, Paraguai, Peru e Uruguai) e reconfirmado no cargo no dia 1º de junho de 2022, desempenhando a função até o presente momento.